# Onthophagus ishiii
Onthophagus ishiii är en skalbaggsart som beskrevs av Teruo Ochi och Masahiro Kon 1995. Onthophagus ishiii ingår i släktet Onthophagus och familjen bladhorningar. Inga underarter finns listade i Catalogue of Life.